# Pré-Alpes do Delfinado
Os Pré-Alpes do Delfinado (em francês:  Préalpes du Dauphiné) são uma maciço que fazem parte dos Alpes Ocidentais e se encontram na região de Ródano-Alpes. O ponto mais alto deste maciço é a Grande Tête de l'Obiou com 2.789 m.
O termo Delfinado provém de uma antiga província francesa, o Dauphiné razão porque monteve o nome tal como a cadeia principal, os Alpes du Dauphiné.

## Divisão tradicional
Os Pré-Alpes do Delfinados faziam parte da divisão tradicional da partição dos Alpes adoptada em 1926 pelo IX Congresso Geográfico Italiano  na Itália, com o fim de normalizar a sua divisão em Alpes Ocidentais aos quais pertenciam, os Alpes Centrais e dos Alpes Orientais.

## Geografia
Segundo o SOIUSA, são formada por Rocha sedimentar, os Pré-Alpes ocupam regiões da Isère, Drôme, e Altos-Alpes e marginalmente  Provença-Alpes-Costa Azul. O maciço é percorrido pelo Rio Ródano depois dele ter saído do Lago Lemano em direcção ao Sul.
Os Pré-Alpes do Delfinado são um dos oito grupos que constituem os Alpes Ocidentais e são formados pelo Maciço do Vercors, Maciço do Diois, e Maciço do Dévoluy,

## SOIUSA
A Subdivisão Orográfica Internacional Unificada do Sistema Alpino (SOIUSA), dividiu os Alpes em duas grandes partes:Alpes Ocidentais e Alpes Orientais, separados pela linha formada pelo  Rio Reno - Passo de Spluga - Lago de Como - Lago de Lecco.
Os Pré-Alpes do Dévoluy, Pré-Alpes ocidentais de Gap, Pré-Alpes do Vercors, Pré-Alpes do Diois, e Pré-Alpes das Baronnies formam os Pré-Alpes do Delfinado.

### Classificação  SOIUSA
Segundo a classificação SOIUSA este acidente orográfico é uma secção alpina com a seguinte classificação:
- Parte = Alpes Ocidentais
- Grande sector alpino = Alpes Ocidentais-Sul
- Secção alpina = Pré-Alpes do Delfinado
- Código = I/A-6